# Joseph-Jean Charlemagne
 (juin 2022).
Si vous disposez d'ouvrages ou d'articles de référence ou si vous connaissez des sites web de qualité traitant du thème abordé ici, merci de compléter l'article en donnant les références utiles à sa vérifiabilité et en les liant à la section « Notes et références ».
Joseph-Jean Charlemagne ou Iossif Ivanovitch Charlemagne (en russe : Иосиф Иванович Шарлемань) (né le 25 octobre 1782 – décédé le 26 novembre 1861 à Saint-Pétersbourg) est un architecte, graphiste et conseiller d’état russe connu sous le nom de Charlemagne 1er.
Fils de Jean-Baptiste Charlemagne dans une famille d’origine française, il est le premier de la lignée d’architectes et artistes célèbres, ce qui lui vaut son nom de Charlemagne 1er. Il est le frère de l’architecte Louis Ivanovitch Charlemagne (1784-1845). Il est le père de l’architecte et artiste-peintre Joseph-Maria Charlemagne-Baudet (1824-1870) et de l’artiste peintre Adolf Charlemagne (1827-1901).

## Réalisations notables
- Transformation du Château de Lituanie en prison (1822)